# Irús
Irús es una entidad de población española del municipio de Valle de Mena, perteneciente a la provincia de Burgos, en la comunidad autónoma de Castilla y León.

## Toponimia
El lugar puede aparecer referido como «Irús» e «Iruz».

## Historia
Hacia mediados del siglo XIX, el lugar, ya por entonces perteneciente al ayuntamiento de Valle de Mena, tenía contabilizada una población de 86 habitantes. Aparece descrito en el noveno volumen del Diccionario geográfico-estadístico-histórico de España y sus posesiones de Ultramar de Pascual Madoz con las siguientes palabras:

IRUZ DE MENA: l. en la prov., aud. terr. y c. g. de Burgos (17 leg.), dióc. de Santander (14), part. jud. de Villarcayo (5) y ayunt. titulado del valle de Mena (2), sit. al pie de la cuesta del monte llamado Cabrío, en la hondonada que forma la peña que le separa de Losa: el clima es templado; los vientos que reinan son el E. y O., y las enfermedades mas comunes las catarrales y afecciones de pecho. Tiene 22 casas una escuela de ambos sexos concurrida por 22 alumnos y dotada con 11 fan. de trigo; una fuente dentro de la pobl., cuyas aguas son esquisitas; una igl. parr. (San Millan) antiquísima muy capaz y construida de piedra sillar; y sirven el culto un cura beneficiado y un sacristan, el beneficio es de patronato laical; finalmente, en el térm. se encuentran dos ermitas bajo las advocaciones de San Felix y San Manuel, hallándose la primera en una loma inmediata al pueblo; y la otra al N. de aquel en la cima de un monte. Confina el térm. N. Ordunte; E. Arceo y Vivanco; S. Losa, y O. Leciñana. El terreno es delgado, áspero y parte pendiente, le atraviesa un arroyo que desciende del monte Cabrío y Leciñana, y sigue por Areco y Concejero y va á reunirse al Nervion en el térm. de Villasuso: al N. hay un monte poblado con escasez, de encinas, algunos robles y hayas. caminos: cruza el terr. la nueva carretera que conduce de Castro-Urdiales á Burgos. correos: la correspondencia se recibe de Villarcayo por balijero los lunes, jueves y sábados, y sale los demas dias. prod.: trigo, patatas y poco maiz; ganado vacuno y lanar en corto número, y caza de liebres y perdices. ind.: la agrícola. pobl.: 20 vec., 86 almas.
(Madoz, 1847, p. 452)

En 2022, tenía empadronados siete habitantes.

## Patrimonio
Hay en el lugar una iglesia de San Millán.